# Inkaratten
Die Inkaratten (Cuscomys = Maus aus Cusco), auch Baumchinchillaratten genannt, sind eine Gattung von Nagetieren in der Familie der Chinchillaratten, die in Südamerika vorkommen. Die zwei Arten der Gattung sind die Machu-Picchu-Inkaratte (Cuscomys oblativus), die ursprünglich nur durch subfossile Überreste aus einem 1912 untersuchten Inka-Grab nahe Machu Picchu bekannt war, 2009 erstmals lebend fotografiert wurde und bis zur Einführung der Gattung Cuscomys zu Abrocoma gezählt wurde und die Ashaninka-Inkaratte (Cuscomys ashaninka), die zusammen mit der Gattung beschrieben wurde, und die Typusart der Gattung ist. Beide Arten leben in der Region Cusco im Südosten der peruanischen Anden.

## Merkmale
Inkaratten sind größer als die verwandten Abrocoma-Arten und zeigen eine deutliche Anpassung an eine baumbewohnende (arboreale) Lebensweise. Die Condylobasallänge ist größer als 60 mm. Da eine der zwei Arten der Gattung zum Zeitpunkt der Beschreibung der Gattung ausschließlich durch zwei Schädel bekannt war, wurden nur wenige Angaben zum äußeren Erscheinungsbild gemacht. Die Schwanzlänge ist länger als drei Viertel der Kopfrumpflänge. Die Pfoten sind breit, die Zehen kräftig und lang und mit stark gebogenen Krallen versehen. Die Schnauze ist lang und kräftig und fast genau so breit wie die interorbitale Region. Auch die Nase ist breit. Das Gaumenbein ist nur wenig konkav. Ein auffälliger Grat verläuft entlang der Knochennaht zwischen den zwei Hälften des paarigen Gaumenbeins. Der aufsteigende Ast des Unterkiefers ist niedrig. Die knöchernen Warzen zwischen Hinterhauptbein und Scheitelbein sind klein.

## Belege
1. 1 2  Emmons, L. H. (1999). A new genus and species of abrocomid rodent from Peru (Rodentia: Abrocomidae). American Museum Novitates 3279: 1-14. Seite 2.